# Karl Hoecken
Karl Hoecken (* 31. Mai 1874 in Berlin; † 1962 in Braunschweig) war ein deutscher Maschinenbauingenieur.
Hoecken studierte Geodäsie (Ausbildung als Landvermesser) an der Landwirtschaftlichen Hochschule in Bonn-Poppelsdorf mit dem Abschluss 1896 und ab 1903 Mathematik und Physik an der Universität Bonn. 1906 wurde er Dozent für Geodäsie an der TH Darmstadt und 1908 an der TH Berlin-Charlottenburg. Nach einem Streit mit seinem Lehrstuhlinhaber ging er in die Industrie zur Optischen Anstalt C. P. Goerz in Berlin-Friedenau. Diese stellte mathematische, photographische, astronomische und allgemein optische Instrumente her (1926 fusionierten sie mit ihrem Konkurrenten Carl Zeiss). 1914 bis 1918 war er im Reichswehrministerium mit militärischer Ausrüstung befasst. Nach dem Krieg arbeitete er bis 1928 als Berater für die Industrie und verschiedene Ministerien. 
Nachdem der Lehrstuhl für Kinematik an der TH Berlin-Charlottenburg, den ursprünglich Franz Reuleaux innehatte und bis 1922 sein Nachfolger Wilhelm Hartmann, lange vakant war, wurde Hoecken 1930 bis 1934 einer der Interimsverwalter des Lehrstuhls als Dozent für Kinematik und Betreuer der berühmten Maschinenmodellsammlung, die er auch katalogisierte. Hoecken Anstellung endete 1934. Die Gründe waren möglicherweise, dass er gegenüber seinen Kollegen und Vorgesetzten streitbar war (außerdem war er Sozialdemokrat). Den Lehrstuhl vertrat dann Rudolf Franke (1870–1962), bevor der Lehrstuhl von Hermann Alt übernommen wurde (volle Professur ab 1939). 
Im Zweiten Weltkrieg arbeitete Hoecken wieder für das Militär. 1946 zog er mit seiner Familie nach Braunschweig. Er bewarb sich dort noch einmal für eine Dozentur in Kinematik, wurde aber nicht genommen.
Er veröffentlichte unter anderem über Getriebekunde, Photographie (Verzerrung bei nicht senkrecht aufgenommenen Luftbildern, Aufnahmen von Sonnenfinsternissen), Geschichte der Rechenmaschinen, Chiffriermaschinen, Geschwindigkeitsmesser von Flugzeugen, Ellipsenzeichner (er konstruierte auch einen Ellipsographen). Er hielt mehrere Patente und war Experte für mechanische Rechenmaschinen und Rechenhilfsmittel. Er verwendete Nomogramme in der Kinematik. Von ihm stammt der Hoecken-Mechanismus.